# V-Rally
V-Rally ist eine Rennspielserie des französischen Entwicklers Eden Games. Der erste Teil der Serie erschien im Jahre 1997, in Europa unter dem Namen V-Rally. Electronic Arts kaufte 1997 die Rechte für Nordamerika und brachte das Spiel dort unter dem Namen Need for Speed: V-Rally heraus. Die Serie ist für den PC und diverse Konsolen erschienen. Der bisher letzte Teil der Serie, V-Rally 4, erschien im September 2018, 16 Jahre nachdem der dritte Teil 2002 veröffentlicht wurde.

## V-Rally
| Spiel     | GameRankings                | Metacritic         |
| --------- | --------------------------- | ------------------ |
| V-Rally   | 72,85 % (PS)                |                    |
| V-Rally 2 | 75,33 % (PC)                | 86/100 (Dreamcast) |
| V-Rally 3 | 71,83 % (Xbox) 67,33 % (PC) | 76/100 (Xbox)      |
| V-Rally 4 | 58,5 % (PS4) 80,00 % (PC)   | 58/100 (PS4)       |

Der erste Teil der Serie erschien 1997 zunächst nur für die PlayStation, erst 1999 erschien eine PC-Version. Ebenso erschien eine Nintendo-64-Version unter dem Namen V-Rally Edition '99. In dieser ersten Version gab es insgesamt zehn Rallyefahrzeuge, alle mit original Lizenz. Die Rennen wurden auf Strecken in acht Ländern ausgetragen, darunter Frankreich, Spanien und Indonesien. Besonders die PC-Version, die gegenüber der PlayStation-Version ein Update erhielt, konnte damals durch ihre Grafik überzeugen. Die US-Version von Electronic Arts beinhaltete einen Toyota Corolla als zusätzliches neues Fahrzeug. Aufgrund der schlechten Steuerung war das Spiel jedoch kein großer kommerzieller Erfolg.
Einer der härtesten Konkurrenten des Spiels war das 1998 veröffentlichte Colin McRae Rally.

## V-Rally 2
Bereits im selben Jahr, wie die PC-Version zu V-Rally, erschien V-Rally 2 für die PlayStation. Da der Publisher Infogrames inzwischen die Markenrechte an Atari erwarb, veröffentlichten sie es unter diesem Namen in Europa. Für Nordamerika sicherte sich wieder Electronic Arts die Rechte und brachte die PlayStation-Version zeitgleich in Nordamerika unter dem Namen Need for Speed V-Rally 2 auf den Markt. Ein Jahr später erschienen außerdem eine Version für Segas Dreamcast und den PC. Die Dreamcast-Version trug in Nordamerika den Namenszusatz Test Driver.
Neuerungen gegenüber dem Vorgänger waren unter anderem ein Multiplayer-Modus, eine verbesserte Grafik, nun 17 Fahrzeuge, sowie nun insgesamt 12 Länder, in denen gefahren wird. Entsprechend gut fielen die Bewertungen verschiedener Magazine aus. Der zweite Teil machte die Serie allgemein bekannt.

## V-Rally 3
V-Rally 3 erschien im Juni 2002 für die Plattformen PlayStation 2 und Game Boy Advance. Im Jahr 2003 folgten darüber hinaus Portierungen für PC (Windows), Xbox und GameCube. Neben 20 offiziellen Fahrzeugen verfügte das Spiel über 24 Rennstrecken in vier Ländern. In Version 3 enthielt V-Rally außerdem zum ersten Mal auch reale Fahrer, namentlich Gilles Panizzi, Richard Burns, Carlos Sainz senior, Philippe Bugalski, Piero Liatti und Tommi Mäkinen.

## V-Rally 4
Am 13. März 2018 wurde bekanntgegeben, dass V-Rally 4 im September 2018 erscheinen soll. Es beinhaltet über 50 Automodelle und erschien am 6. September 2018 für Xbox One und PlayStation 4 und am 25. September 2018 für PC. Am 13. November folgte die Version für Nintendo Switch. Entwickelt wurde das Spiel vom französischen Entwicklerstudio Kylotonn Racing Games.